# Memoriał Jana Ciszewskiego 2000
Memoriał im. Jana Ciszewskiego 2000 - 17. edycja turnieju żużlowego poświęconego pamięci znanego polskiego komentatora sportowego Jana Ciszewskiego, który odbył się 27 maja 2000 roku. Turniej wygrał Tomasz Gollob.

## Wyniki
- Stadion Miejski (Rybnik), 27 maja 2000
- Sędzia: Marek Wojaczek

| Msc. | Zawodnik                 | Klub            | Pkt  |              |  |
| ---- | ------------------------ | --------------- | ---- | ------------ |  |
| 1    | Tomasz Gollob            | Bydgoszcz       | 11+9 | (2,d1,3,3,3) |  |
| 2    | Roman Chromik            | Rybnik          | 12+6 | (3,3,1,3,2)  |  |
| 3    | Robert Sawina            | Wrocław         | 10+4 | (1,3,1,2,3)  |  |
| 4    | Piotr Świst              | Gorzów Wlkp.    | 10+3 | (0,3,3,1,3)  |  |
| 5    | Sebastian Ułamek         | Wrocław         | 10+2 | (2,2,3,w2,3) |  |
| 6    | Ryan Sullivan            | Australia       | 9+1  | (3,3,0,2,1)  |  |
| 7    | Piotr Protasiewicz       | Bydgoszcz       | 8+0  | (d3,1,3,2,2) |  |
| 8    | Lars Gunnestad           | Norwegia        | 7    | (3,0,1,3,0)  |  |
| 9    | Mariusz Węgrzyk          | Wrocław         | 7    | (0,2,2,3,0)  |  |
| 10   | Aleš Dryml               | Czechy          | 6    | (3,1,2,0,d4) |  |
| 11   | Tony Rickardsson         | Szwecja         | 6    | (1,2,0,1,2)  |  |
| 12   | Grzegorz Walasek         | Częstochowa     | 6    | (2,2,0,1,1)  |  |
| 13   | Rafał Dobrucki           | Piła            | 6    | (2,1,1,0,2)  |  |
| 14   | Mark Loram               | Wielka Brytania | 6    | (1,1,2,1,1)  |  |
| 15   | Todd Wiltshire           | Australia       | 4    | (1,0,2,t1)   |  |
| 16   | rez. Rafał Szombierski   | Rybnik          | 2    | (2,0)        |  |
| 17   | rez. Krzysztof Cegielski | Gorzów Wlkp.    | 0    | (0)          |  |
| 18   | Eugeniusz Skupień        | Rybnik          | 0    | (0,0,d4)     |  |
|      | rez. Tomasz Jędrzejak    | Częstochowa     |      | (ns)         |  |